# Dan Leno
Dan Leno, pseudonimo di George Galvin (Londra, 1860 – 1904), è stato un attore teatrale inglese.
Dopo il debutto nel 1885 alla Forester's Music Hall, emerse come straordinario comico per le sue interpretazioni di personaggi della vita di ogni giorno, soprattutto donne.
Nel 1886 fu scritturato al Surrey Theatre, me nel 1888 passò al Drury Lane, ove rimase sino alla morte.